# Santa Monica (Piero della Francesca)
Santa Monica è un dipinto, tecnica mista su tavola a fondo oro (39x28 cm), di Piero della Francesca, databile al 1454-1469 e conservato nella Frick Collection di New York. Si tratta di uno dei pannelli secondari dello smembrato e parzialmente disperso Polittico di Sant'Agostino, originariamente dipinto per la vecchia chiesa agostiniana di Sansepolcro, oggi Santa Chiara. L'inclinazione della santa dimostra che esso era nella metà sinistra.

## Storia
Del polittico si conosce la data del contratto, 4 ottobre 1454, e quella dell'ultimo pagamento, 14 novembre 1469.
Spostato probabilmente col trasferimento degli Agostiniani, dovette finire in una posizione secondaria, per essere poi smembrato. Verso la fine del XIX secolo comparve sul mercato antiquario. Il pannello di Santa Monica venne acquistato dalla collezione newyorkese nel 1950, con l'analogo Santo agostiniano.

## Descrizione e stile
L'identificazione con santa Monica, madre di sant'Agostino, non è accettata da tutta la critica, per la mancanza di elementi documentari e iconografici sufficienti. I curatori della collezione Frick ad esempio intitolano il dipinto più genericamente come Suora agostiniana, dalle veste scura.
La sua figura ha un cipiglio severo e tiene in mano un cartiglio bianco. Non è chiaro se questi piccoli pannelli si trovassero nel registro superiore oppure nella predella del polittico.